# Ivania Martinich
Ivania Martinich Soriano (* 25. Juli 1995 in Punta Arenas) ist eine chilenische Tennisspielerin.

## Karriere
Martinich, die im Alter von neun Jahren das Tennisspielen begann, bevorzugt laut ITF-Profil Sandplätze. Sie spielt bislang überwiegend Turniere auf der ITF Women’s World Tennis Tour, wo sie bislang aber noch keinen Titel gewinnen konnte.
2013 stand sie mit Partnerin Melina Ferrero im Finale des Doppelwettbewerbs beim ITF São Paulo.
2016 spielte Martinich zwei Doppel für die chilenische Fed-Cup-Mannschaft. Das Doppel gegen Costa Rica gewann sie mit ihrer Partnerin Bárbara Gatica, das Doppel gegen Honduras verlor die Paarung hingegen.
Ihr bislang letztes internationale Turnier spielte Martinich im November 2021. Sie wird daher nicht mehr in der Weltrangliste geführt.